# Rhabdodictyum kurense
Rhabdodictyum kurense är en svampdjursart som beskrevs av Isao Ijima 1927. Rhabdodictyum kurense ingår i släktet Rhabdodictyum och familjen Aulocalycidae.
Artens utbredningsområde är havet kring Indonesien. Inga underarter finns listade i Catalogue of Life.